# 異世界ワンターンキル姉さん 〜姉同伴の異世界生活はじめました〜
『異世界ワンターンキル姉さん 〜姉同伴の異世界生活はじめました〜』（いせかいワンターンキルねえさん あねどうはんのいせかいせいかつはじめました）は、原作：このえ、作画：田口ケンジによる日本の漫画。2020年3月6日から小学館の漫画配信サイトおよびコミックアプリ『サンデーうぇぶり』にて連載を開始し、2023年7月28日の配信を最後に終了。2020年10月2日から漫画配信サイト『裏サンデー』およびコミックアプリ『マンガワン』でも連載し、2023年9月15日配信を最後に終了。後の単行本12巻の番外編（オマケマンガ）で完結した。

## 概要
田口ケンジ作品の前作『JK、社畜を飼う』が2019年11月10日に連載終了してから1か月後、小説家このえによって同年12月28日から「小説家になろう」にて小説として連載開始。2020年1月4日まで毎日配信し、それ以降は配信日時を毎週土曜日に変更する。同年3月6日から『サンデーうぇぶり』にて連載を開始し、本編とオマケ番外編を同日で隔週金曜日に配信する。
単行本第1巻発売を記念して小学館による第1巻宣伝用のPV動画がYouTubeにて公開され、作中のナレーションおよび軍場朝陽役と真夜役をそれぞれ声優の小清水亜美が担当した。
2022年3月には単行本第7巻にてアニメ化の企画が発表された。

## あらすじ
現実世界で車に轢かれそうになった少女を助け出した主人公・軍場朝陽は昏睡状態に陥り異世界に誘われ第二の人生を送る。一方、朝陽の姉・軍場真夜は昏睡状態の朝陽が呟いた異世界が気掛かりで昏倒程度の自殺をし朝陽のいる異世界へとやってくるのと同時にチート級の力を得て合流を果たす。軍場姉弟は元の現実世界に戻る術が無いままシーザリオ王国の首都エピファネイアを拠点として、姉弟共に様々なクエストを受けながらファンタジー生活を送る。

## 登場人物

### 主要人物およびスーパー朝陽軍団のメンバー
軍場 朝陽（いくさば あさひ）
声 - 榊原優希、乙幡美成（幼少）
本作の主人公。年齢15歳。冒険者のジョブはファイター。ゲーム好きだったこともありRPGについて博学な知識を持つ普通の少年。
ごく普通の高校生だったが現実世界で車に轢かれそうになった少女を助け出し重症を負う昏睡状態となり、自身の魂はRPG風の異世界に誘われる。異世界で使えない携帯電話を売ってお金に変えて冒険者の服装と武器を購入し、冒険者ギルドの初心者として簡単にやりこなせるモンスター討伐のクエストを受注してから町の外に出て冒険者としてデビューする。
スライム等の雑魚モンスターは難なく倒せる実力と全ステータスの能力値が低い初心者のラビット級のランクの持ち主。大型モンスターのワイバーンは手に負えず逃げ回り、実姉の真夜が異世界にやって来てからはチート級の強さを頼るようになる。ワイバーンやオーク三兄弟を朝陽本人が討伐したことになってエピファネイアまで噂が広まり、これまでの功績で冒険者ギルドのターニャからラビット級から一気にオーガ級に昇級されるようになる。しかし、雑魚モンスターしか倒せない実力と真夜の大型モンスターを一撃で倒した功績をターニャに説明しないまま時間が過ぎていき、経歴詐称で冒険者ギルドから資格を剥奪される恐れを抱いてしまい、真夜に秘密裏に魔法で援護するよう指示を出したり、咄嗟に嘘を言ったりする。しかし真夜の助けに胡坐をかくことは無くいつまでも真夜に頼るわけにはいかないと考えており、レベル上げで少しずつ実力を上げている。だが実力が追いつくよりも早く更に強力な敵が次々と現れ、結局真夜を頼らざるを得なくなる。
異世界の生活で簡単にやりこなせるクエストを受注し生活費を稼ぎながら宿泊と野宿を第10話まで繰り返し、原作第11話で悪霊レイス（声 - 落合福嗣）が纏わり着いた家のクエストを受注し真夜とキルマリアの活躍で解決してから真夜と共にマイホームとして住み込む。原作第30話と第31話のスライム大水害でグローリアとクオンとの協力により、スライムのコアを見つけ出して「投石Lv2」でコアの破壊に成功した功績によって、オーガ級からゴーレム級へと昇級した。原作第33話からグローリアの家出騒動に巻き込まれた最中にクオンからクラン結成を考えるようになり、原作第36話から真夜・ソフィ・グローリア・クオンでクラン結成を果たすと同時に自身がパーティのリーダーになる。
原作第71話では、ユージーンから自身が魔王だと告げられ、ユージーンが語った魔王の魂が現実世界へと運ばれたのと、原作第77話のゾラが語った自身が10歳の時に魔王の魂を宿り、15歳の時に交通事故の影響で魔王の魂と共に異世界へやって来た真実を知ることになる。しかし、原作第77話でゾラの策略によって魔道具「覚醒の腕輪」を右腕に強制的につけられてしまい、ゾラの左腕に付けている「封印の腕輪」との影響でレベルが一気に100まで上がったのと同時に、半裸状態と後ろの髪の毛を伸ばした姿の魔王として覚醒する。真夜との互角の強さを身につき、習得したスキルもレベルが上がったことで上位スキルを使用する。真夜の攻撃によって「覚醒の腕輪」の破壊に成功したことで元の姿に戻った。原作第79話で「覚醒の腕輪」を破壊した影響により、魔王に覚醒する以前のレベルのまま元に戻ったのと上位スキルを忘れてしまい、ショックを受けた。
通常時の朝陽の装備は「ブロードソード」、「旅人の服」、「革の手袋」、「ハンティングブーツ」、「海竜のペンダント」。
魔王覚醒時の朝陽の装備は、破損した「旅人の服」と「革の手袋」以外全て同上。
通常時の朝陽のスキルは「投石」→「投石Lv2」、「エスケープ」、「フラッシュ」、「チャージ」、「物理攻撃力+3%」、「炎属性耐性+3%」、「ポーション効果+5%」、「こおりつくはどう」。
魔王覚醒時の朝陽のスキルは「投石」Lv100：「メテオ」、「エスケープ」Lv100：「瞬間移動」、「フラッシュ」Lv100：「ライジング・サン」、「チャージ」Lv100：「かみのいちげき」。
軍場 真夜（いくさば まや）
声 - 白石晴香
本作の主人公。年齢17歳。冒険者のジョブはソーサラー。家事全般が得意で事あるごとに世話を焼く極度なブラコン気味の心配性な性格を持つ少女。グラマー体質で赤髪のポニーテールが特徴。戦闘の基本戦術は素手のまま戦いながら全属性の攻撃魔法を扱う。ネーミングセンスはあまり良くなく、魔法名に全て「姉」を付けている。重量性のある武器を手軽に扱えるが、力が有り余り過ぎて試しに使用するだけでいかなる武器の耐久値に関わらず壊してしまうため、武器の装備はできない。
実弟の朝陽が交通事故に遭い、病床の朝陽が呟いた「異世界」のワードが気掛かりとなって朝陽の魂は異世界にいると仮説を立てるようになり、自身の額を壁に何度か頭突いて昏倒程度の自殺を図り、自身の魂を朝陽がいる異世界に誘わせた。異世界にやって来た途端に全ステータスの能力値が画面に表示しきれない程のチート級の力を得て、危険度A級の魔物や大型モンスターのワイバーンをたった一撃を倒せるようになる。異世界にやってきた当初は学校の制服だったがワイバーン討伐後に露出度の高い服装を着こなす。その性格を持つが故に朝陽に傷つけようとする輩達に敵意を向け成敗したり、万が一のためにアイテム屋で回復薬を大量に買い込む。魔王六将のキルマリアとの出会いから互角以上の激闘を広げ勝利し、それ以降はキルマリアとは素っ気ない態度を取る。悪霊等のオカルトに強く、不利の異常ステータスの耐性を持つ。原作第36話からスーパー朝陽軍団のパーティに加わり、クラン結成の名前は仲間同士の絆として咄嗟に考案した。
原作第78話では、魔王として覚醒した朝陽と互角の強さで対峙し、朝陽が右腕に付けられたら「覚醒の腕輪」の破壊に成功した。しかし、朝陽が元の姿に戻っても魔王として発動したメテオが消えることなく王都を直撃する寸前に、バットを具現化した魔法でメテオを打ち返した。
原作第79話でユージーンから魔道具「天宙の羅針盤」を渡されてから数時間後に使用し、異世界に住んだ時に着込んだ服装を残したまま現実世界の帰還に成功する。両親と再会してから再び朝陽がいる異世界へと戻ってきた。
朝陽を追って異世界に来た際は明るく振舞っていたが、テレビアニメ版のEDにて異世界に行く直前の様子が描かれ、朝陽が交通事故に遭ったことに対して得意であるはずの家事が疎かになるほど悲しんでいた。
装備は「魔力のマフラー」、「アサシンスーツ」、「レザーガントレット」、「ソーサレスブーツ」。
スキルは「姉ファイア」、「姉アイス」、「姉サンダー」、「姉サイクロン」、「姉アースクエイク」。
ソフィ＝ピースフル
声 - 和氣あず未
神官職を勤める少女。冒険者のジョブはプリースト。年齢15歳。可愛い素顔でお転婆の性格。丸帽子を被ったショートボブの白銀の髪が特徴。
母のノエルから言い聞かせた現世の勇者が現れてくるのを信じ込み、冒険者の初心者として「漆黒の旅団」のクランに加わる。財宝が眠る洞窟で出発前に朝陽と初めて会った時は彼のかすり傷を見て回復魔法で治した。洞窟内でろくに回復魔法を使わなかったことから大型モンスターの食人植物（マンイーター）と遭遇し自身以外のパーティがそのモンスターに食べられてしまい、最後の1人となって触手に捕まり食べられそうになった所を朝陽に助けられ気を失なった。その翌日に軍場姉弟が食堂で食事をとっていた最中に朝陽の再会と真夜の初対面を果たし、朝陽を勇者として称えるようになり軍場姉弟達の仲間入りを申し出る。しかし、後からやって来た漆黒の旅団の3人との口論になり、逆に3人のダメ出しの指摘部分を毒舌として言い出し、これをきっかけに漆黒の旅団を脱退。また毒舌で3人を怒らせてバトルする勢いとなると朝陽に対応を押し付け、代わりに真夜が撃退。毒舌や相手を怒らせておいて朝陽に対応を押し付けたことでトラブルメーカーだと判断され仲間として迎えることなく置き去りにされてしまい、ソロの冒険者として朝陽を探しだす旅に出る。原作第19話からは冒険者ギルドの前に朝陽を待ち伏せしたり、彼とパーティを組む回復役を臨時として探し求めると現れて来るようになるが、大抵朝陽の活躍を見せつけようと民衆を引き連れて真夜が動くのを妨害したり、モンスターを誘導して朝陽に対処を押し付けるいわゆるモンスタートレインを行ったりと、トラブルメーカーぶりは相変わらずで、それでいて自覚なし。原作第36話から朝陽がクラン結成の話を聞き出してからメンバーを入れてくれるよう頼み込み、スーパー朝陽軍団のメンバーに加わる。
装備は「ルビーロッド」、「シルクのローブ」、「癒やしの帽子」、「少女のくつ」。
スキルは「ヒール」、「キュアポイズン」、「プロテクト」、「レジスト」。
グローリア＝ブリガンダイン
声 - 徳井青空
冒険者ランクのゴーレム級の強さを持つ女性。年齢16歳。冒険者のジョブはホーリーナイト。 長い金髪が特徴で、丁寧な言葉遣いで喋る。重量性のある両手剣を軽々と扱える脳筋タイプ。
ブリガンダイン家のメイドで仕えるクオンと共に行動している。冒険者ランクを偽装する事件を追う中で初心者の朝陽がランク詐称をしていると疑うようになり、原作第24話で彼と初めて対面しコロシアムの戦いを申し入れる。原作第25話のコロシアムの戦いで前日の朝陽が放った魔法（実際は真夜が放った魔法）を警戒しながら攻撃するようになり、先手をとり大技を決めるはずが彼の光魔法フラッシュで目を眩み刃を向けられる。その後彼が「女の子に刃を振れないよ」と言い出して赤面し、戦意喪失で敗北を受け入れ、コロシアムを去っていった。このときサポートとして真夜とキルマリアが待機し、それをクオンが妨害していたのだが、結局サポートは一切ないまま朝陽に敗北した。
原作第28話以降からは和解するようになり、朝陽にデートに誘う等好意を寄せているが、抱き着こうとして怪力で締め上げるなど迷惑をかけてしまうほか、朝陽が鈍感なため好意に気づかれていない。原作第31話からお嬢様としての生活より冒険家業に専念するがためにクオン以外の周囲の人達に反対され、特に執事のセバスチャンに止められるが力付くで振り切り、朝陽を巻き込んでクオンと共に別荘の屋敷まで家出する。原作第36話からスーパー朝陽軍団のメンバーに加わり、ブリガンダイン家の屋敷をクランの拠点地にしている。
幼馴染みのユイシスの加入により、彼女が扱う杖のストック用ミスリルバッグを担ぐ役をジルから受け継がれ、ジルと同様ミスリルバッグを盾代わりに使用する。
装備は「華麗なるクレイモア」、「凛々しきミスリルアーマー」、「煌めくミスリルガントレット」、「雄々しきミスリルレギンス」。
スキルは「グレイスフルストライク」、「エレガントスプリットバスター」、「ノーブルローズブレイド」、「パリィ」etc。
クオン
声 - 小原好美
ブリガンダイン家に仕えるメイドの女性。黒い短髪で常にメイドの服装を着こなす。年齢15歳。冒険者のジョブはアサシン。左右に短剣を持つ二刀流スタイルで雷を纏った素早い攻撃が得意。強い気配を感知しやすい体質を持つ。
主であるグローリアと共に行動しているが、その対応は主相手とは思えない程雑で、彼女のピンチになるとラリアットで吹き飛ばして助け出す、彼女の起床時は雑なやり方で起こし、ブリガンダイン邸以外の食事では毒味のつもりで全て平らげグローリアの分を残さない。原作第25話の朝陽とグローリアとのコロシアムの戦いで、2人の戦いの邪魔立てにならないよう、観客席にいる真夜とキルマリアを監視の役を担うが、結局サポートの無いままグローリアが朝陽に敗北。朝陽とグローリアが和解してから、朝陽とは真夜やキルマリアに対する心配性と自身のグローリアのトラブル事に巻き込まれる苦労話で意気投合しあう真柄の関係を築く。グローリアの家出騒動では朝陽を巻き込んで彼女と共に別荘まで家出し、朝陽にクラン結成を提案したことできっかけを作った。原作第36話からスーパー朝陽軍団のメンバーに加わる。
装備は「絶影の二刀ダガー」、「暗いゴシックメイドドレス」、「白のメイドカチューシャ」、「黒の手袋」。
スキルは「電光石火・禄連」、「乱れ月光花」、「影縫い」、「鷹の目」etc。
ユイシス＝ミストルテイン
冒険者の初心者で貴族の少女。グローリアの幼馴染み。年齢16歳。冒険者のジョブはウィザード。ラビット級で上級魔法を会得しているが、未熟でありながら魔力全振り特化であり上級魔法のコントロールができておらず、唱えた直後に装備している杖が壊れてしてしまうデメリットを持つ。
ミストルテイン家とブリガンダイン家は関係が悪く、両親からはブリガンダイン家に負けないよう英才教育を施されていたが、グローリアからは家柄に関係なく自身を妹のように扱われ、友人関係を築いている。冒険者家業を始めてからターニャから新人の教育を朝陽に頼み込み、当初は彼から説教されようにも自力で解決するはずがトラブルを起こす羽目になる。ホアンの店から購入した曰く付きの杖を使い魔法の暴走を起こした件で朝陽と和解するようになり、スーパー朝陽軍団に加わる。
装備は、「大地の杖（他、ストックが数十本）」、「クリムゾンローブ」、「ホワイトハット」、「ロイヤルブーツ」。
スキルは「グランド・ジャッジメント」、「ファイアーストーム」、「ゲート・オブ・ダークネス」、「エンシェント・カタストロフィ」etc。

### エピファネイアの住人
ターニャ
声 - 土屋李央
エピファネイアの冒険者ギルドを勤める受付嬢。年齢15歳。朝陽と同じ背格好でギャル風の褐色肌が特徴。明るい性格でヒューマンスキルが高く、冒険者の駆け出しだった朝陽を1日でこなせるクエストを紹介し、彼と顔見知りとなる。受付嬢は他にもラン（声 - 山田美鈴）とナタリー（声 - 髙橋ミナミ）がおり、家族は年の離れた実弟のロイがいる。
ロイ
声 - 木下鈴奈
ターニャの弟。年齢10歳。朝陽と始めて会った時は人見知りで打ち解けてなく、ターニャから彼の活躍を聞かされ、冒険者の憧れを持つ。ターニャと共に隣町まで行くための護衛を朝陽に頼みこんだ。
アニメ第12話では、スライム大水害の混乱の中で逃げ遅れて足を怪我した少女と共にモンスターたちから身を隠れていたのを朝陽に保護され、大聖堂まで案内するアニメオリジナルの展開が描かれている。
ホアン
声 - 鈴木れい子
原作第35話（アニメでは第1話）から眼鏡をかけた素顔で登場。掘り出し屋の老婆店主。朝陽が異世界にやって来た当初に彼のスマートフォンを買い取る。自身が取り扱う商品のほとんどは曰く付きで中身を把握しておらず、入手した朝陽はトラブルを巻き込まれてしまう。
ジークフリート
声 - 内田雄馬
冒険者ランクのドラゴン級の実力を持つ男性。冒険者のジョブはドラゴンスレイヤー。年齢28歳。
仲間を率いてバルムンクのチームを結成した当初は美麗的容姿だった。魔王討伐の旅に出てから道中にキルマリアとの遭遇で戦いを挑むがパーティが全滅してしまい、エピファネイアに帰還しパーティは解散となる。解散してからは実力の無さに感化し落ちこぼれていき、無精髭を生やし後ろ髪を少し伸ばす不格好となって路上でお酒を大量に飲む生活に変貌する。泥酔状態でならず者達に囲まれ酷い目に遭ったところを通りかかった朝陽に助けられるが、ならず者達の矛先が朝陽に向けられると逆に朝陽を助け、たった1人でならず者達を倒した。朝陽に顔を見られて自身の名前を言われてから、魔王を倒すための教育を受けた過去に嫌気を刺すようになった。
その後は冒険者だった先輩として朝陽を色々なアドバイスする相談相手になり、彼の純粋な志しを見て初心に帰る決意として改める。しかし、ダウチョレースや人間同士で戦うコロシアム等のギャンブルに自身の手を染めてしまい、同じ仲間だったミモザとはギャンブルの場で頻繁に出会う。
原作第46話でセバスチャンから食事の提供を成功報酬としてグローリアを実家の屋敷に連れ戻す依頼を引き受け、グローリアとクオンとの戦闘になり勝利する。しかし続けて朝陽と戦闘するはずが、朝陽から真夜とキルマリアの背後霊のような重圧を感じ取って腹痛を抱え込んでしまい、戦意喪失する。その後は朝陽からの提案でグローリアの別荘の裏庭を使い、剣道教室を開いた。
装備は「村人の服」と「村人のブーツ」。
スキルは「ドラゴンキラー」、「アストラルブレード」、「エアリアルスラッュ」、「ガードインパクト」etc。
漆黒の旅団
声 - 喜多田悠（リーダー）、黒木響（ウィザード）、伊藤翔（シーフ）
リーダーの男性ファイター・男性シーフ・女性ウィザードの3人で結成したクラン。3人とも名称は不明。
原作第15話に登場。冒険者の駆け出しだったソフィをパーティに加えて、財宝が眠る洞窟を入り込んだ。しかし、大型モンスターの食人植物（マンイーター）の遭遇により、ソフィ以外の全員はそのモンスターに食べられてしまい、胃液まみれの状態として真夜に助けられた。その翌日にソフィから未熟さを指摘され、激昂して軍場姉弟を巻き込んだ戦闘になり、真夜によって気絶させられた。
原作第29話のオマケマンガで石化状態として再登場する他、第31話のスライム大水害にソフィの護衛や街の人たちの救助にあたった。原作第45話でウートポスの呪術によって駒人形に変えられるが、ウートポスの第2のゲームにおいて彼が敗北したことで元の姿に戻った。
ポピンスキー
声 - 中村大志
愚乱荒愚利亜(グレンアレグリア)の頭目、“撲殺男爵”。冒険者ランクのオーガ級の強さを持つ。巨大な体が特徴にして、メイスを武器に使っている。
グローリアとクオンがランク詐称を追う事件に現れ、グローリアに倒された。
セバスチャン
声 - 沢木郁也
ブリガンダイン邸に仕える老執事の男性。冒険者のジョブはバトラー。年齢55歳。冒険者ランクのゴーレム級の強さを持つ。鉄鋼線を使い、体全体を巻き付ける他、罠戦術を使う。
原作第33話でグローリアが冒険者家業に専念するのを反対するが説得に失敗、強行手段として冒険者を雇い力付くで連れて帰ろうとする。しかし、原作第33話ではティガーを雇うも真夜の重圧と殺意を感知してしまい、実行することなく撤退。原作第46話ではジークフリートを食べ放題を成功報酬として彼を雇うが、ジークフリートが真夜からの重圧を感知し体調不良になってしまい、再び撤退し失敗続きとなる。
アニメ第12話では、スライム大水害のきっかけでグローリアの説得により民間人たちをブリガンダイン邸の中に入れるよう許可を出したオリジナルエピソードの展開が画かれている。
装備は「ファントムスレッド」、「ダガー」、「仕込み靴」、「執事服」。
スキルは「執事拘束術」、「蜘蛛の糸」、「執事切断術・紐斬り」、「執事暗殺術・赤い糸」、「執事殲滅術・死亡遊戯」etc。
ティガー・ヒルデブラント
声 - 杉田智和
隻眼の顔立ちが特徴とする男性。冒険者のジョブはタイガーファイター。年齢42歳。冒険者ランクのドラゴン級の強さを持つ。
原作第33話ではグローリアを無理矢理連れ戻すためにセバスチャンに雇われたはずが、真夜の重圧と殺意を感知してしまい、実行することなく撤退を余儀なくされた。
アニメ第12話では、ターニャがモンスターに襲われる寸前に助け出す形で再登場を果たす。グローリアとクオンは初対面でありながら不審者だと思われ、ブリガンダイン邸の護衛に任されるオリジナルエピソードの展開が描かれている。
装備は「タイガークロウ+5」、「タイガープレート+4」、「タイガーガントレット+3」、「タイガーブリーフ+4」。
スキルは「タイガークラッシュ」、「タイガーボム」、「タイガーチャージ」、「タイガーバーストコンボ」etc。
ノエル＝ピースフル
声 - 井上喜久子
先代の勇者と共に同行し旅したことがあるゴッド級のランクの持ち主にして、ソフィの母。冒険者のジョブはハイプリースト。年齢38歳。冷静な性格で、娘のソフィや彼女の友達に対して明るく接し、目の前の出来事を冷静に対処する。ユージーンからは「女狐」と称されている。
原作第52話で朝陽が呪いの武器アイテム「魔剣ブラッディー」を手にして離れなくなってしまい、自身の魔法「ディスペル」でその武器を灰にして消滅させる他、呪いの武器が起こした一件で騎士団たちを説得し朝陽を助けだした。原作第53話でソフィの提案で朝陽の素性を見抜くだけでなく、街娘の姿に化けたキルマリアが魔族だと察するが、キルマリア以外の魔族が王都侵攻されてもおかしくないよう警戒心を抱いている。ソフィには相手に毒舌を吐く悪い癖やトラブルメーカーぶりを心配している。
第70話ではユージーン宛ての書状を朝陽に渡すだけでなく、その裏腹として朝陽が当代の魔王ではないかと自身の判断で断言できずユージーンに判断を委ねるように仕向けた。
アニメ第6話では、娘のソフィに現世に現れる勇者について語ったり、ルビーロッドを渡すアニメオリジナルの展開が描かれている。
装備は「ヘルメスの杖」、「エルダーローブ」、「癒やしの帽子」、「ロイヤルブーツ」。
スキルは「ライトヒール」、「ディスペル」、「ハイヤーザンスカイ」、「エレメンタルバリア」、「ホーリーレイン」etc。
ジル
ユイシスの側近にして、ミストルテイン家に仕えるメイドの女性。冒険者のジョブはバトルモンク。21歳。女性でありながら男のような仕草を持ち、男性口調で喋る。
ユイシスが冒険者としてデビューしてから影ながら側について行くようになる。グローリアと同様重量制の物を扱えようになり、ユイシスが装備する杖のストック用として50キロのある重量制のミスリルバッグを持ち運び、ミスリルバッグを盾代わりとして使う。
ユイシスがスーパー朝陽軍団に加入したことで自身はそのクランに入らず本業のメイドに専念するため、杖のストック用ミスリルバッグはグローリアに引き継がせた。
装備は、「バトルグローブ」、「みかわしのメイド服」、「メイドカチューシャ」、「メイドパンプス」。
スキルは「かばうLv:5」、「正拳突きLv:4」、「ぶん投げLv:4」、「百烈キック」etc。

### バルムンクのメンバー
ジークフリードが魔王討伐のために結成したクラン。キルマリアとの一戦でパーティ全員敗北し、エピファネイアに帰還してから療養後に解散している。アニメ12話ではスライム大水害の混乱でグリリグラが呼び出したモンスターを倒しながら民間人の避難誘導を行ったオリジナルエピソードの展開が描かれている。
ミモザ
声 - 宮世真理子
バフ・デバフ・回復魔法を得意とするソーサラー。男好きでホストに通っている。冒険者ギルドのナタリーとは飲み友達。
シューレイン
声 - 杉山里穂
弓使い。種族はエルフで150歳越えの年齢。上から目線でいつもジークフリードに説教していた。
ゴードン
ディフェンダータイプのタンク。鉄仮面を被っているため素顔は明かされていない。コミュ障でジークフリードと一切言葉を交わしていない。

### 魔族
キルマリア
声 - 小清水亜美
魔王を仕える魔王六将の幹部で魔族の女性。作中における朝陽にとっての姉的存在。グラマー体質で胸元をかなり露出する服装と腰まで伸ばしている黒い長髪、頭の左右に角が生えているのが特徴。強い相手に興味を持ち、弱い相手に殺生を好まない性分と豪快な性格の持ち主。炎属性と闇属性の魔法を使う。全ステータスの能力値を限界まで近い程の実力を持つ。「壊乱のキルマリア」と自称し、「壊」は魔王六将の通常時の姿、「乱」は認識を阻害し姿を変える魔術で、町娘のような大人びた背格好と少女の2つの姿を持ち、「マリア」と偽名として名乗る 。
魔王討伐の旅に出たジークフリード率いるバルムンクを容易く倒す。その後カイザーベアから逃げていた朝陽を魔法で助け出し、彼の持つ冒険者メダルを拾い上げるのと同時に刻まれた名前を読み上げた途端に勝負を挑もうにも彼は逃げ出してしまい、その矢先に真夜との遭遇で朝陽の代わりに勝負し、激闘を広げた末に敗北を受け入れる。真夜に止めを刺すよう促すが、朝陽がカイザーベアの件で助けてくれた礼として見逃す。
それ以降は軍場姉弟を気に入り、特に真夜をライバル視としてリベンジを燃やす。朝陽に対しては初対面時真夜と間違われて姉呼ばわりされたことが気に入り、サポートはおろか同じ魔王の配下相手にも戦い、朝陽を助けている。軍場姉弟がマイホームを手に入れてからは頻度に遊びに来るようになり、「乱」の魔術で姿を変えて街を出入りしている。原作第17話から人間の文化に興味持つようになり、かなりの食べっぷりと酒豪で、酔うと「乱」の効力が切れる。
装備は「エンブレスローブ」、「業火と終焉のコート」、「オリハルコンチェーン」、「魔神のブーツ」。
スキルは「クリムゾンブレイズ」、「イグニートファイア」、「フィオフルフレア」、トータルヒーリング。
ギガノト
魔王を仕える魔王六将の一人で魔族の男性。年齢は不明。自称は『百獣』。高身長と筋肉質、獅子のような風浪の顔立ちが特徴。残忍非道の性格。素手で戦い、格闘術を使う。同じ魔王六将のキルマリアとウートポスからは仲間だと思われておらず、信頼されていない。
王都侵略を目論み、巨人のモンスターを従えている。部下のモンスターが作戦失敗となると殺害を厭わない。部下を率いて王都エピフォネイアの関所に急襲を始めたがスーパー朝陽軍団によって失敗に終わる。崩壊した関所に真夜と交戦、自身の格闘術で繰り出したが真夜に足を捕まってしまい、遠くの彼方まで投げ出されて敗北する。自身の居住区で全身包帯を巻く程の大怪我を負った。
装備は「獣王のマント」、「獣王のグローブ」、「獣王のグリーブ」、「チャンプオンベルト」。
スキルは「牙王爆砕掌」、「土竜地滅弾」、「白虎崩連拳」、「大蛇爆裂脚」etc。
ウートポス
魔王を仕える魔王六将の一人。年齢及び性別は不明。自称は『冥境』。子供っぽい背丈に右目部分を隠す長めの前髪と袖が長い上着が特徴。ゲームを好み、呪術や冥界へと誘う転移術を使う。ゾンビモンスターを従えている。
原作第27話で名前だけ明言され、原作第43話で初登場。原作第43話で逃げ出したリザードマンに時を早める術で白骨化させる。原作第44話で始めて朝陽と出会い、魔王六将の身分を隠して『ウー』と名乗る。朝陽と「サタンゲーム（モンスターの形とした駒のチェスゲーム）」で勝利し、敗北した彼を自身の術でしか解けない不細工な人形に変える。原作第45話で軍場邸に再び現れて人形に変えられた朝陽を元の姿に戻すよう要求され元に戻し、第2のゲーム「タクティクス・バトルサーガ（ボードゲーム）」で朝陽と挑む。そのゲーム直前にロイや漆黒の旅団を含む街の人たちをゲームの駒人形に変えて使用し、ユニットボス「ドラゴンゾンビ」を召喚し追い詰める。朝陽の対抗作としてわざとゲームを放棄し真夜にゲームの駒人形へと変えるよう仕向け、人形になった真夜によってドラゴンゾンビを撃破され敗北。自身の敗北により人形になった人たちを元の姿に戻り、朝陽から賭け事やアンフェアすぎる条件を無しで純粋にゲームしようと約束し改心する。
装備は、「ネガティブなドクロ帽」、「ニヒルな子供服」、「シニカルな白コート」、「アイロニカルなガーターソックス」。
スキルは「ゲームクリエイト」、「メタモルフォーゼ」、「タイムゴーズバイ」、「ハイドアンドシーク」etc。
エスメラルダ
魔王を仕える魔王六将の幹部で魔族の女性。年齢300歳以上。自称は『蒼海』。水属性の魔法を使う。通常の姿は人間を基に白のパーカーと黒のレギンスを着込んで、白銀の長髪とヒレ耳と尾ひれのような尻尾が特徴。もう一つは海竜に変化する術を持つ。海の生物達を従えている。引き籠もりで同じ魔王六将のキルマリアからは「陰キャ」と呼ばれている。海の中で生活しおり、地上では人間のように歩くのが困難で転んでしまい、エラ呼吸で地上の空気を大きく吸い込むことができない。
原作第65話で自身の魔力を宿した海竜のペンダントを朝陽がホアンの店で購入し使用したのを感知し、原作第66話の港町ブエナベントゥーラに目掛けてクラーケンと共に向かった。しかし、クラーケンが暴れ出す以前から寝込んだまま気付かずに暴れてしまい、クラーケンの触手の上部分から転落してしまい朝陽に助けられた。かつて自身が所持していた海竜のペンダントを探しに港町にやってきたのを朝陽が持っていたのを見て、返さずに彼をそのアクセサリーの所持を認めた。真夜とキルマリアがクラーケンを倒した直後にクラーケンの触手部分を食べたのを見てしまい、クラーケンを倒した仇としてキルマリアと戦うことになってしまい、木材の港にいた朝陽は両者の戦いの影響で海に投げ出されたのを海竜に変化して助け出した。クラーケンが暴れ出したきっかけでキルマリアと互いに謝罪し、大人しくなったクラーケンと共に海に帰った。数日後にお詫びとして食用として食べられるレインボーフィッシュを引き連れて再びやってきた。
装備は「海竜の服」、「海竜のブーツ」、「海竜のカチューシャ」。
スキルは「海竜変化」、「オーシャンボール」、「トライデント」、「ポセイドン・ウェイブ」、「アクアウィップ・ジェノサイド」etc。
ゾラ
魔王六将で魔族の老人。自称は「策謀」。朝陽が異世界へやって来る20年前に魔王が勇者一行に倒れされ肉体を滅ぼされたことで、異空間を旅する魔道具「天宙の羅針盤」を使って魔王の魂は朝陽が住む現実世界へと運んだ。そして、朝陽が交通事故の昏睡状態となって魔王の魂と共に異世界へと誘われ、次第に朝陽の活躍を知ったのを確信し、ターニャと朝陽を接触を図る。朝陽・真夜・キルマリアと共に遺跡へ赴き朝陽を魔王として覚醒させるべく「覚醒の腕輪」を装着させるための罠を、自身が付けている「封印の腕輪」との影響で魔王覚醒に成功した。
魔王朝陽と真夜の戦いで朝陽が付けている「覚醒の腕輪」が破壊されてしまい、次の手段を対策を練るため撤退した。
アガレス
魔王六将で魔族の男性で、同じ六将のゾラの孫。自称は「閃光」。
魔族の剣士でありながら、原作第83話の冒頭部分で真夜の魔法により倒された。
マルヴェイカンス
声 - 松岡禎丞
ウートポス配下のネクロマンサー。森の奥深くの集落に住む住民たちの肉体から魂を抜き取った。キルマリアとの遭遇で共に襲うよう揺さぶりをかけたが、朝陽の説得でキルマリアは正気に戻り、彼女の魔法で倒され消滅した。自身が消滅したことで集落の住民たちは元に戻った。
グリリグラ
声 - 悠木碧
アニメ第12話に登場するアニメオリジナルキャラクター。使役の魔女。右の頬に「？」がある。幻の大水害を起こすスライムや他のモンスターたちを呼び寄せた。真夜とキルマリアに見つかってしまい、キルマリアの魔法で瀕死になり、真夜の新しいスキル「姉フォーエバー」で自身が受けたダメージを徐々に癒された。

### その他
アン
声 - 高尾奏音
王都エピファネイアの外れの村に住む少女。原作第1話でオーク三兄弟が村を襲い路地裏で隠れていたのをオーク三兄弟達に見つかってしまうが、朝陽に助けられる。真夜が倒したオーク三兄弟を朝陽が倒したものだと思い込み、彼を恩人と誤解している。
ランク詐称の事件を追っていたグローリアとクオンの遭遇で、彼女たちは朝陽がオーガ級のランクを詐称していると疑っているのを朝陽を馬鹿にしたと怒り、彼女達に石を投げつけた。

## オマケマンガ
本編終了後の後日談で軍場姉弟やキルマリア、街の人々たちの雑談をやりとりする日常を描く。

## 書誌情報
- このえ（原作）、田口ケンジ（作画） 『異世界ワンターンキル姉さん 〜姉同伴の異世界生活はじめました〜』小学館〈少年サンデーコミックススペシャル〉、全12巻
  1. 2020年7月10日発売[93]、ISBN 978-4-09-850192-2
  2. 2020年11月12日発売[94]、ISBN 978-4-09-850318-6
  3. 2021年3月12日発売[95]、ISBN 978-4-09-850466-4
  4. 2021年5月12日発売[96]、ISBN 978-4-09-850567-8
  5. 2021年8月12日発売[97]、ISBN 978-4-09-850681-1
  6. 2021年11月12日発売[98]、ISBN 978-4-09-850773-3
  7. 2022年3月11日発売[99]、ISBN 978-4-09-851019-1
  8. 2022年8月12日発売[100]、ISBN 978-4-09-851213-3
  9. 2023年1月12日発売[101]、ISBN 978-4-09-851526-4
  10. 2023年4月12日発売[102]、ISBN 978-4-09-852024-4
  11. 2023年6月12日発売[103]、ISBN 978-4-09-852093-0
  12. 2023年9月12日発売[104]、ISBN 978-4-09-852840-0

## テレビアニメ
2023年4月から6月までTOKYO MXほかにて放送された。

### スタッフ
- 監督 - 髙木啓明[3]
- シリーズ構成 - 香椎葉平[3]
- キャラクターデザイン - 濵田悠示[3]
- サブキャラクターデザイン - 田邉まほ[3]
- モンスターデザイン・モンスター作画監督 - 寒川顕一[3]
- プロップデザイン - しのだなおみ
- 美術監督 - 倉田憲一[3]
- 色彩設計 - 勝田綾太、山本真希[3]
- 撮影監督 - 田村淳[3]
- 編集 - 柳圭介
- 音響監督 - 阿部信行
- 音響効果 - 高梨絵美
- 音響制作 - オンリード
- 音楽 - Shusei
- プロデューサー - 加藤拓、小澤文啓、大森慎司、小西裕貴、岩谷能宣、西山弘志
- アニメーションプロデューサー - 平田実
- 制作 - 月虹[3]
- 製作 - 「異世界ワンターンキル姉さん」製作委員会

### 主題歌
「華麗ワンターン」（第2話～第7話）
TrySailによるオープニングテーマ。作詞・作曲は徳丸凌、編曲はArmySlickと川島章裕。アニメ第1話ではエンディングに使用された。
「Follow You!」（第8話～第12話）
TrySailによるオープニングテーマ第2曲。作詞は大森祥子、作曲・編曲は敬也。アニメ第8話からグローリアとクオンの登場により、スーパー朝陽軍団のメンバーや各キャラクターのオープニング映像が変更されている。
「無窮プラトニック」
VALISによるエンディングテーマ。作詞はぽん、作曲・編曲は安宅秀紀。アニメ第1話では挿入歌に使用された。

### 各話リスト
| 話数     | サブタイトル                   | 脚本     | コンテ            | 演出              | 作画監督 | 総作画監督                 | 初放送日      |
| -------- | ------------------------------ | -------- | ----------------- | ----------------- | --- | -------------------------- | ------------- |
| 第一話   | 姉を呼んだか                   | 香椎葉平 | 髙木啓明          | 髙木啓明          | 林信秀 宮田奈保美 山口光紀 | 濵田悠示                   | 2023年 4月8日 |
| 第二話   | わらわを姉と呼ぶか             | 日暮茶坊 | 新子太一 はまち   | 新子太一 はまち   | 悲田院水脈 日根野優子 長田雄樹 笛木優奈 はまち 杉本幸子 北條直明 佐藤哲也 長谷川圭 石井しずく                                                          | 濵田悠示                   | 4月15日       |
| 第三話   | 俺にはマヤ姉だけでいい         | 日暮茶坊 | アベユーイチ      | 細谷秋夫          | 長田雄樹 笛木優奈 西田正義 田邊まほ 村田陽祐 叶川大 XV LAN BAO GUANG ZU                                                                                | 濵田悠示                   | 4月22日       |
| 第四話   | 軍場姉弟のマイホーム大作戦     | 毛利のら | 竹澤清貴          | 竹澤清貴          | tofu ゴーダ 清水椋大 鈴木莉乃 中川実 服部未夢 懸田扇子 西原千晶 竹内寛 遠藤里蘭 秦相子 森泉亜矢子 藤彩七 江島あかり 川本和隆                           | 濵田悠示 林信秀            | 4月29日       |
| 第五話   | 軍場姉弟のダンジョン探索大作戦 | 香椎葉平 | 渡辺ましゃみ      | 熨斗谷充孝        | Lee Jong Man 杉本幸子 北條直明 園田大勢 岩崎亮 鵜池一馬 閔賢叔                                                                                         | 濵田悠示 林信秀            | 5月6日        |
| 第六話   | 勇者さまとお姉さま             | 木尾寿久 | 鎌仲史陽          | 鎌仲史陽          | 山口光紀 宮田奈保美 長田雄樹 金元会 石井ゆみこ 舘崎大 笛木優奈 光の園・アニメーション リバイバル                                                       | 濵田悠示 林信秀            | 5月13日       |
| 第七話   | 或る姉弟達の肖像               | 木尾寿久 | 家村あゆみ        | 家村あゆみ        | 明光 鑫月 龍光 慧敏 | 濵田悠示                   | 5月20日       |
| 第八話   | 女の子に剣は振れないよ         | 播磨つな | 四ノ宮春          | 木村佳嗣 新子太一 | 長田雄樹 臼井美夫 西川真人 鈴木雄大 藤田正幸 山口光紀 宮田奈保美 叶川大 mabus animation Ltd Studio BUS 村田陽祐                                        | 濵田悠示 林信秀            | 5月27日       |
| 第九話   | 姉としての格好を               | 播磨つな | アベユーイチ      | アベユーイチ      | tofu 上赤由香里 清水椋大 谷口繁則 土居恵梨子 服部未夢 山本道隆 細川茉奈 西原千晶 遠藤里蘭 江島あかり 藤彩七 秦相子 森泉亜矢子 懸田扇子 竹内寛 川本和隆 | 田邉まほ                   | 6月3日        |
| 第十話   | 私の、最高の弟                 | 香椎葉平 | 西田正義          | 渡辺ましゃみ      | 濵田悠示 西田正義 鈴木雄大 青木昭仁 山口光紀 岩﨑夏奈 光の園・アニメーション                                                                           | 濵田悠示 室山祥子 村田陽祐 | 6月10日       |
| 第十一話 | 異世界シャーク                 | 日暮茶坊 | ほりうちゆうや    | 和泉志郎          | 西田正義 宮田奈保美 金元会 村田陽祐 青木昭仁 光の園・アニメーション                                                                                    | 濵田悠示 林信秀 村田陽祐   | 6月17日       |
| 第十二話 | 姉ふぉーえばー                 | 香椎葉平 | 髙木啓明 竹澤清貴 | 髙木啓明 竹澤清貴 | 笛木優奈 家村あゆみ 藤田正幸 西川真人 築山翔太 長田雄樹 柳昇希 李官雨 金慶鎬 朴在石 竹澤清貴 叶川大 光の園・アニメーション                             | 濵田悠示                   | 6月24日       |

### 放送局
| 放送期間                | 放送時間                     | 放送局     | 対象地域 | 備考                                   |
| ----------------------- | ---------------------------- | ---------- | -------- | -------------------------------------- |
| 2023年4月8日 - 6月24日  | 土曜 22:30 - 23:00           | TOKYO MX   | 東京都   | 製作参加                               |
|                         |                              | サンテレビ | 兵庫県   |                                        |
|                         | 土曜 23:30 - 日曜 0:00       | AT-X       | 日本全域 | CS放送 / 字幕放送 / リピート放送あり   |
| 2023年4月13日 - 6月29日 | 木曜 0:30 - 1:00（水曜深夜） | BSフジ     | 日本全域 | 製作参加 / BS放送 / 『アニメギルド』枠 |

| 配信開始日    | 配信時間                   | 配信サイト |
| ------------- | -------------------------- | --- |
| 2023年4月7日  | 金曜 22:30 - 23:00         | ABEMA |
| 2023年4月11日 | 火曜 23:00 更新            | dアニメストア |
| 2023年4月14日 | 金曜 22:00 更新            | U-NEXT アニメ放題 DMM TV Hulu FOD Amazon Prime Video Lemino バンダイチャンネル AnimeFesta クランクイン!ビデオ HAPPY!動画 |
| 2023年4月16日 | 日曜 0:00（土曜深夜） 更新 | J:COMオンデマンド milplus TELASA auスマートパスプレミアム Google Play                                                    |

### BD
| 巻 | 発売日        | 収録話         | 規格品番  |
| -- | ------------- | -------------- | --------- |
| 1  | 2023年7月28日 | 第1話 - 第6話  | MP-BD0020 |
| 2  | 2023年8月25日 | 第7話 - 第12話 | MP-BD0021 |